# Chrysis angolensis
Chrysis angolensis es una especie de avispa del género Chrysis, familia Chrysididae. Fue descrita por Radoszkowski en 1881. Se encuentra en Argelia, Argentina, Bahamas, Bangladés, Birmania, Brasil, Bután, Canadá, China, Chipre, Colombia, Corea del Sur, Costa Rica, Estados Unidos, Filipinas, Guam, India, Indonesia, Jamaica, Japón, México, Namibia, Nicaragua, Nueva Caledonia, Pakistán, Palaos, Panamá, Polinesia Francesa, Taiwán, Uruguay, Venezuela y Vietnam. La especie es un parásito de los nidos de avispas alfareras, especialmente de la avispa alfarera negra y amarilla Sceliphron caementarium.